# Stuart (Virginia)
Stuart is een plaats in de staat Virginia in de VS. Stuart ligt op 388km van Washington D.C., en 274 km van de hoofdstad van Virginia, Richmond). Het ligt in Patrick County. Het gebied bestaat uit 1906 m² landoppervlakte en 0 m² wateroppervlakte.
Er wonen ongeveer 945 mensen in het dorp (census 2000), en dit aantal daalt gestaag. In Stuart vindt men onder andere 36 kerken, een ziekenhuis, een park, en de Blue Ridge Nursing Home School.

## Statistieken demografie
- Bevolkingsgroepen in Stuart, Virginia: blank (80,4%), zwart (15,1%), hispanic (4,7%), overig (3%).
- Voorouders van de bevolking: Amerikaans (26,4%), Engels (8,9%), Duits (7,9%), Iers (5,9%), Schots-Iers (3,9%), Schots (2,6%).